# Isma
Isma là một chi bướm ngày thuộc họ Bướm nâu.